# Robert J. Bentley
Robert Julian Bentley (Columbiana, Alabama, 3 de fevereiro de 1943) é um médico e político norte-americano, filiado ao Partido Republicano, foi governador do estado do Alabama de 2011 até 2017, quando renunciou após diversos escândalos de desvio de dinheiro público usados para esconder um caso extraconjugal. Foi o quarto governador mais velho dos Estados Unidos.